# Child in Time
Child in Time ist ein Lied der britischen Hard-Rock-Band Deep Purple. Es wurde 1969 geschrieben und live aufgeführt. 1970 erschien es auf dem Album Deep Purple in Rock als Studioversion.
Child in Time ist ein Protestsong gegen den Vietnamkrieg, der auch in Zusammenhang mit dem Kalten Krieg gebracht wird und wohl zu den bekanntesten und wichtigsten Liedern der Rockmusik überhaupt zählt. In den 1970er und 1980er Jahren galt Child in Time als inoffizielle Hymne der osteuropäischen Freiheits- und Widerstandsbewegung. Das Stück wird in 100 Greatest Rock Vocal Performances of All Time als Nummer 3 geführt, während der belgische Radiosender Studio Brussel Child in Time in seinen Tijdloze 100 (den besten Songs aller Zeiten) in den Jahren 1987/88, 1990/91, 1993–95 und 1996–99 als Nummer eins auflistet. Die Zeitschrift Ultimate Classic Rock listete Child in Time nur auf Platz 8 der Top 10 Deep Purple Songs.

## Hintergrund
Das Lied ist ein 10 Minuten und 22 Sekunden (andere Quellen geben das Stück mit 10 Minuten und 18 Sekunden an) langes, kraftvoll treibendes und episch anmutendes Stück. Die Bandmitglieder sagten, dass sie zum Stück von dem Intro aus dem Song Bombay Calling der Band It’s a Beautiful Day inspiriert wurden. Child in Time vereint Deep Purples typische musikalische Merkmale: Markante Hard-Rock-Riffs Blackmores, Lords klassische Kadenzen und Figuren, Gillans ekstatischen Gesang sowie Paices treibendes Schlagzeug und Glovers Bass-Spiel. Live wurde der Song als offen ausgetragene Konkurrenz zwischen Lords Orgel und Blackmores Gitarre interpretiert. Zwischen 1969 und 1973 war es ein regulärer Bestandteil bei Deep Purples Konzerten, so auch als Teil des 1972er Livealbums Made in Japan, sowie bei ihren Reuniontourneen 1985 sowie 1987/88 und beim erneuten Einstieg Ian Gillans 1993.
In seiner Autobiografie beschreibt Sänger Ian Gillan Child in Time wie folgt:

„Ich fing an zu singen: ‚Sweet child in time’. Es war total spontan und hatte keine Geschichte wie Smoke. Durch den Song – und mit Hilfe meiner engen Hose – entdeckte ich ‚meinen Schrei’, und der Song wurde ganz groß. Komischerweise ist ‚child in time’ ein rätselhaftes Wort, das der Botschaft des Songs trotzt. Es zu singen war und ist für mich bis heute ungreifbar. Das Timing und die Betonung des Textvortrages können ein Alptraum sein, wenn ich nicht in der richtigen Stimmung bin, und es hat mich schockiert, als ich Jahre später, 1992, als ich in der früheren UdSSR auf Tour war, erfuhr, daß ein Song, der ohne erzählerischen Gehalt geschrieben worden war, von Widerstandsgruppen im Untergrund in einigen osteuropäischen Ländern als Hymne übernommen wurde. Es ist für einen Sänger und Songwriter beängstigend, wieviel Einfluß man manchmal hat, ohne es zu wissen.“

## Musik

### Struktur
Das Stück weist die folgende Struktur auf: Intro – A – B – Intro' – A' – B'. Es beginnt mit einer relativ einfachen Einleitung der Hammond-Orgel mit zurückhaltender Schlagzeugbegleitung. Charakteristisch für dieses Intro ist ein einfaches Pattern. Im Gesangsteil A setzt Ian Gillan zunächst mit leisem, im Verlauf des Stückes immer lauter werdendem Gesang ein. Zusammen mit dem Bass beginnt eine Serie hilferufähnlicher Schreie von Gillan, die sich mit Begleitung von Gitarre und Orgel schließlich in nahezu ekstatisches Kreischen steigert. Ab etwa 3:20 Minuten beginnt mit B ein etwa drei Minuten langes Solo von Gitarre und Orgel, bei dem sich das Tempo kontinuierlich steigert, bis das Solo abrupt abbricht und das Stück mit einer Variation der Orgel-Einleitung (Intro'), der Strophe (A', mit zu A identischem Text) und einem kürzeren Instrumentalpart (B') endet.

### Pattern
Das gesamte Stück basiert auf nur drei Akkorden, die zudem oftmals ohne Terz gespielt werden (sogenannte Powerchords). Das charakteristische, je nach Zählweise 8- oder 4-taktige Muster folgt folgendem Chordsheet:
Die Modalität mit den Haltetönen A und G entspricht dem mittelalterlichen Tonus peregrinus.

## Aufnahme von 1969
Die erste dokumentierte Livefassung ist die Aufnahme vom 24. August 1969 im Amsterdamer Paradiso. Teile des Konzerts wurden 1969 auf dem Livealbum Concerto for Group and Orchestra veröffentlicht, jedoch damals ohne Child in Time.  

## Wissenswertes
- Gitarrist Ritchie Blackmore benutzte in der Studiofassung sowie bei frühen Liveauftritten eine Gibson ES-335 statt seiner Fender Stratocaster.
- Es existieren Coverversionen des Liedes, vor allem von Soloprojekten der Mitglieder Deep Purples (beispielsweise Gillan’s Inn und Blackmore’s Night), sowie von Metallica. 1996 wurde der Song von Yngwie Malmsteen für sein Album Inspiration gecovert. 2007 erschien das Lied auf dem von Dream Theater live gecoverten Made in Japan-Album.[11] Musikalische Elemente finden sich in dem von Monster geschriebenen Renft-Lied Was noch zu sagen wär.[12]
- Child in Time ist Teil der musikalischen Untermalung der Filme Twister, Breaking the Waves, 23 – Nichts ist so wie es scheint, Der Baader Meinhof Komplex, Endlich Witwer, Ein Tag im September und Jochen Rindts letzter Sommer – ein Toter wird Weltmeister sowie der Folge 20 aus Staffel 9 von The Blacklist und das Ende von Folge 2 aus Staffel 1 von 1899.
- Das Lied belegt seit 2008 (zuletzt am 25. Oktober 2024) den 3. Platz in der jährlichen SWR1 Hitparade Baden-Württemberg TOP 1000 – im Jahr 2007 landete es auf Platz 4.[13] Bei SWR 1 Rheinland-Pfalz belegte es 2018 Platz 5, 2022 Platz 8; 2024 Platz 6.
- Im Januar 2020 auf der Trauerfeier des Schauspielers Jan Fedder in der Hauptkirche Sankt Michaelis in Hamburg wurde das Stück auf der Orgel gespielt und von Jessy Martens gesungen.